# Olimpiai rekordok listája úszásban
Az olimpiai rekordok listája úszásban az olimpiai játékokon az úszásban elért eddigi legjobb eredményeket tartalmazza.

## Versenyszámok
Az olimpiai versenyszámokat 50 méteres medencében rendezik. A következő versenyszámokban tartanak nyilván olimpiai rekordokat:
Férfi és női
- Gyorsúszás: 50 m, 100 m, 200 m, 400 m, 800 m, 1500 m
- Hátúszás: 100 m, 200 m
- Mellúszás: 100 m, 200 m
- Pillangóúszás: 100 m, 200 m
- Vegyesúszás: 200 m, 400 m
- Váltók: 4 × 100 m-es gyorsúszás, 4 × 200 m-es gyorsúszás, 4 × 100 m-es vegyesúszás

Vegyes
- 4 × 100 m-es vegyesúszás

## Férfi
| Versenyszám               | Idő      | Név | Nemzet                                       | Dátum               | Helyszín                   |
| ------------------------- | -------- | --- | -------------------------------------------- | ------------------- | -------------------------- |
| 50 m-es gyorsúszás        | 21,07    | Caeleb Dressel                                                                                           | Egyesült Államok (USA)                       | 2021. augusztus 1.  | Tokió, Japán               |
| 100 m-es gyorsúszás       | 46,40    | Pan Zhanle                                                                                               | Kína (CHN)                                   | 2024. július 31.    | Párizs, Franciaország      |
| 200 m-es gyorsúszás       | 1:42,96  | Michael Phelps                                                                                           | Egyesült Államok (USA)                       | 2008. augusztus 12. | Peking, Kína               |
| 400 m-es gyorsúszás       | 3:40,14  | Szun Jang                                                                                                | Kína (CHN)                                   | 2012. július 28.    | London, Egyesült Királyság |
| 800 m-es gyorsúszás       | 7:38,19  | Daniel Wiffen                                                                                            | Írország (IRL)                               | 2024. július 30.    | Párizs, Franciaország      |
| 1500 m-es gyorsúszás      | 14:31,02 | Szun Jang                                                                                                | Kína (CHN)                                   | 2012. augusztus 4.  | London, Egyesült Királyság |
| 100 m-es hátúszás         | 51,97    | Ryan Murphy                                                                                              | Egyesült Államok (USA)                       | 2016. augusztus 8.  | Rio de Janeiro, Brazília   |
| 200 m-es hátúszás         | 1:53,27  | Jevgenyij Rilov                                                                                          | Az Orosz Olimpiai Bizottság versenyzői (ROC) | 2021. július 30.    | Tokió, Japán               |
| 100 m-es mellúszás        | 57,13    | Adam Peaty                                                                                               | Nagy-Britannia (GBR)                         | 2016. augusztus 7.  | Rio de Janeiro, Brazília   |
| 200 m-es mellúszás        | 2:05,85  | Léon Marchand                                                                                            | Franciaország (FRA)                          | 2024. július 31.    | Párizs, Franciaország      |
| 100 m-es pillangóúszás    | 49,45    | Caeleb Dressel                                                                                           | Egyesült Államok (USA)                       | 2021. július 31.    | Tokió, Japán               |
| 200 m-es pillangóúszás    | 1:51,21  | Léon Marchand                                                                                            | Franciaország (FRA)                          | 2024. július 31.    | Párizs, Franciaország      |
| 200 m-es vegyesúszás      | 1:54,06  | Léon Marchand                                                                                            | Franciaország (FRA)                          | 2024. augusztus 2.  | Párizs, Franciaország      |
| 400 m-es vegyesúszás      | 4:02,95  | Léon Marchand                                                                                            | Franciaország (FRA)                          | 2024. július 28.    | Párizs, Franciaország      |
| 4 × 100 m-es gyorsváltó   | 3:08,24  | - Michael Phelps (47,51) - Garrett Weber-Gale (47,02) - Cullen Jones (47,65) - Jason Lezak (46,06)       | Egyesült Államok (USA)                       | 2008. augusztus 11. | Peking, Kína               |
| 4 × 200 m-es gyorsváltó   | 6:58,56  | - Michael Phelps (1:43,31) - Ryan Lochte (1:44,28) - Ricky Berens (1:46,29) - Peter Vanderkaay (1:44,68) | Egyesült Államok (USA)                       | 2008. augusztus 13. | Peking, Kína               |
| 4 × 100 m-es vegyes váltó | 3:26,78  | - Ryan Murphy (52,31) - Michael Andrew (58,49) - Caeleb Dressel (49,03) - Zach Apple (46,95)             | Egyesült Államok (USA)                       | 2021. augusztus 1.  | Tokió, Japán               |

## Női
| Versenyszám               | Idő      | Név | Nemzet                 | Dátum               | Helyszín                 |
| ------------------------- | -------- | --- | ---------------------- | ------------------- | ------------------------ |
| 50 m-es gyorsúszás        | 23,66    | Sarah Sjöström | Svédország (SWE)       | 2024. augusztus 3.  | Párizs, Franciaország    |
| 100 m-es gyorsúszás       | 51,96    | Emma McKeon | Ausztrália (AUS)       | 2021. július 30.    | Tokió, Japán             |
| 200 m-es gyorsúszás       | 1:53,27  | Mollie O′Callaghan                                                                                                | Ausztrália (AUS)       | 2024. július 29.    | Párizs, Franciaország    |
| 400 m-es gyorsúszás       | 3:56,46  | Katie Ledecky | Egyesült Államok (USA) | 2016. augusztus 7.  | Rio de Janeiro, Brazília |
| 800 m-es gyorsúszás       | 8:12,86  | Katie Ledecky | Egyesült Államok (USA) | 2016. augusztus 11. | Rio de Janeiro, Brazília |
| 1500 m-es gyorsúszás      | 15:30,02 | Katie Ledecky | Egyesült Államok (USA) | 2024. július 31.    | Párizs, Franciaország    |
| 100 m-es hátúszás         | 57,33    | Kaylee McKeown | Ausztrália (AUS)       | 2024. július 30.    | Párizs, Franciaország    |
| 200 m-es hátúszás         | 2:03,73  | Kaylee McKeown | Ausztrália (AUS)       | 2024. augusztus 2.  | Párizs, Franciaország    |
| 100 m-es mellúszás        | 1:04,82  | Tatjana Schoenmaker                                                                                               | Dél-afrikai Unió (RSA) | 2021. július 25.    | Tokió, Japán             |
| 200 m-es mellúszás        | 2:18,95  | Tatjana Schoenmaker                                                                                               | Dél-afrikai Unió (RSA) | 2021. július 30.    | Tokió, Japán             |
| 100 m-es pillangóúszás    | 55,38    | Gretchen Walsh | Egyesült Államok (USA) | 2024. július 27.    | Párizs, Franciaország    |
| 200 m-es pillangóúszás    | 2:03,03  | Summer McIntosh                                                                                                   | Kanada (CAN)           | 2024. augusztus 1.  | Párizs, Franciaország    |
| 200 m-es vegyesúszás      | 2:06,56  | Summer McIntosh                                                                                                   | Kanada (CAN)           | 2024. augusztus 3.  | Párizs, Franciaország    |
| 400 m-es vegyesúszás      | 4:26,36  | Hosszú Katinka | Magyarország (HUN)     | 2016. augusztus 6.  | Rio de Janeiro, Brazília |
| 4 × 100 m-es gyorsváltó   | 3:28,92  | - Mollie O’Callaghan (52,24) - Shayna Jack (52,35) - Emma McKeon (52,39) - Meg Harris (51,94)                     | Ausztrália (AUS)       | 2024. július 27.    | Párizs, Franciaország    |
| 4 × 200 m-es gyorsváltó   | 7:42,92  | - Mollie O’Callaghan (1:53,52) - Lani Pallister (1:55,61) - Brianna Throssell (1:56,00) - Ariane Titmus (1:52,95) | Ausztrália (AUS)       | 2024. augusztus 1.  | Párizs, Franciaország    |
| 4 × 100 m-es vegyes váltó | 3:52,05  | - Kaylee McKeown (58,01) - Chelsea Hodges (1:05,57) - Emma McKeon (55,91) - Cate Campbell (52,11)                 | Ausztrália (AUS)       | 2021. augusztus 1.  | Tokió, Japán             |

## Vegyes
| Versenyszám               | Idő     | Név                                                                                     | Nemzet               | Dátum              | Helyszín              |
| ------------------------- | ------- | --------------------------------------------------------------------------------------- | -------------------- | ------------------ | --------------------- |
| 4 × 100 m-es vegyes váltó | 3:37,43 | - Ryan Murphy (52,08) - Nic Fink (58,29) - Gretchen Walsh (55,18) - Torri Huske (51,88) | Nagy-Britannia (GBR) | 2024. augusztus 3. | Párizs, Franciaország |